# Hamadânidas
Os Hamadânidas (em árabe: حمدانيون‎; romaniz.: hamdānyūn) foram uma dinastia de emires árabes que reinou na Síria e no norte do Iraque entre 890 e 1004. Foi fundada por Hamadã ibne Hamadune, que lhe deu o nome e que foi nomeado governador da província de Mardin (atualmente parte da Turquia) em 890 pelos califas abássidas de Bagdade.

## História
A dinastia foi fundada por oficiais abássidas em 890, que se reclamavam descendentes da tribo cristã dos taglibitas. De tendência xiita, foram reconhecidos como emires pelo califa Almoctafi (r. 902–908). O seu nome provém de Hamadã, que em 868 combateu na Mesopotâmia Superior (em árabe: Jazira) no exército do califa Almutâmide.

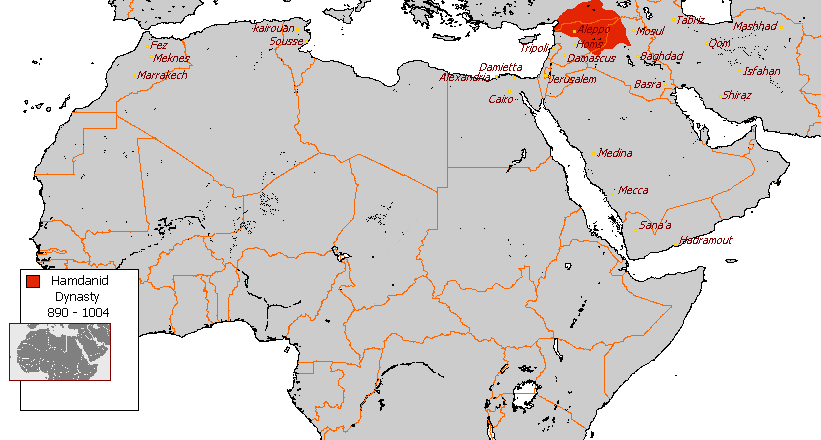
Mapa dos territórios hamadânidas

A dinastia teve dois ramos, um com capital em Alepo, e outro com capital em Moçul. O Emirado de Moçul estendia-se pela região da capital e ao longo da margem esquerda do Rio Tigre, mas tentou expandir o seu poder no Azerbaijão e na Arménia a partir de 935. O Emirado de Alepo, que cobria a Síria do norte e a cidade de Diarbaquir, se bem que formalmente dependente do de Moçul, na prática era independente.
O membro mais célebre da dinastia foi Abedalá ibne Hamadã (ou Abu Alhaija), que foi nomeado governador abássida de Moçul em 905 e governador de Bagdade em 914. Em 929, Abedalá participou numa revolta conduzida pelo general Munis Almuzafar, que tinha como objetivo derrubar o califa Almoctadir e substituí-lo pelo seu irmão Alcair. Abedalá é morto quando tenta proteger Alcair.
O filho de Abedalá, Haçane (lacabe [epíteto]: Nácer Adaulá; "Defensor do Estado") estabeleceu a sua autoridade durante sete anos, de 929 a 936, sobre Jazira, a partir de Moçul. Para obter o título de Nácer Adaulá, manda assassinar o grande emir (emir de emires) ibne Raique. O seu irmão mais novo, Ali, obtém o título de Ceife Adaulá ("Espada do Estado"), mas por se ter revelado um tirano, é deposto por um membro da sua família. A vida do emirado de Moçul é muito precária, devido aos conflitos com os buídas e às ameaças dos bizantinos, que se enfrentaram com Ceife nas décadas de 930 e 940 (sob o comando de João Curcuas) e em 974 atacaram a Mesopotâmia. Além disso, os hamadânidas combateram contra os ucailidas (Banu Ucail) e os curdos maruânidas.

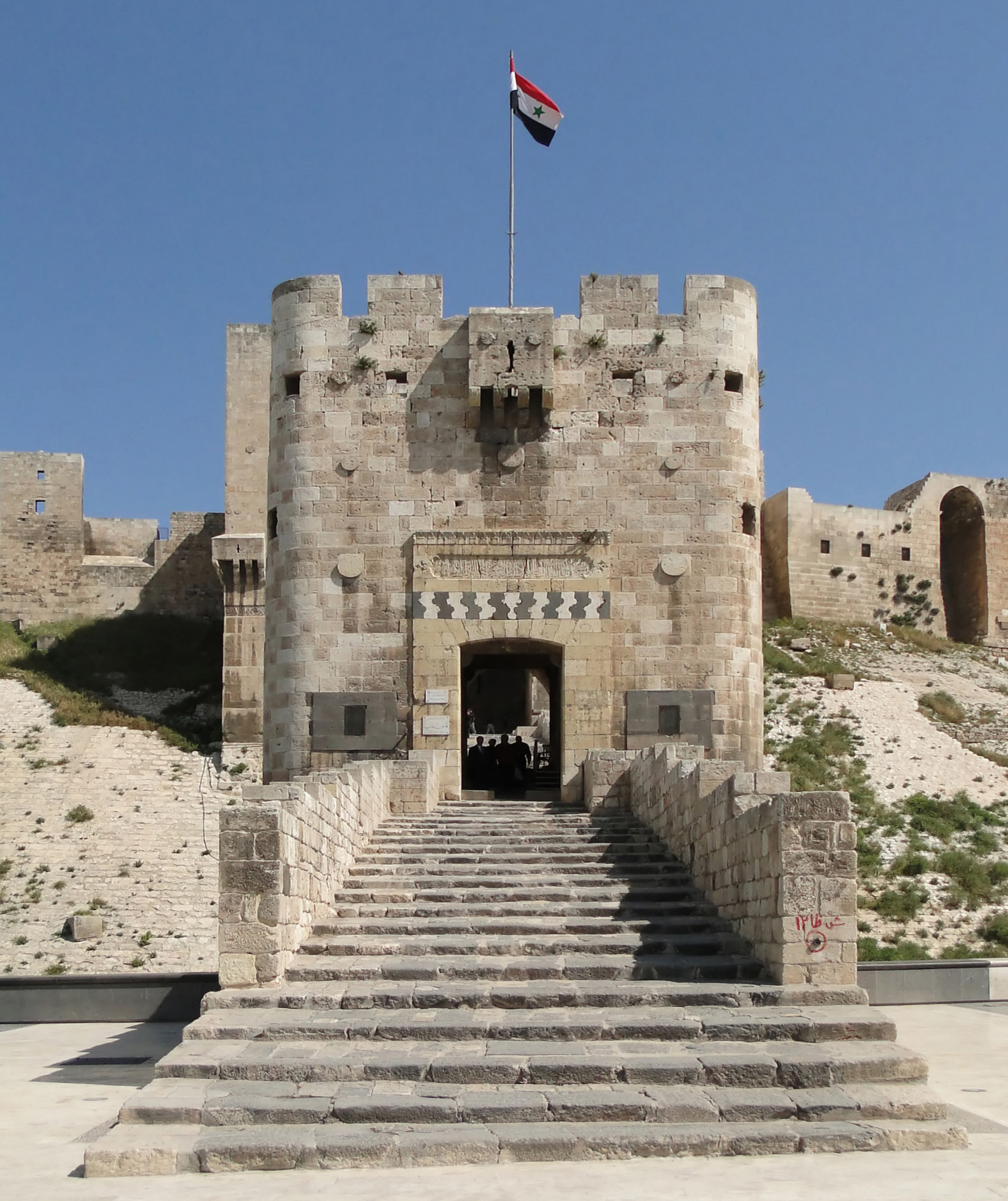
Cidadela de Alepo

Houve um líder hamadânida renegado — Tuzum — que na prática chegou a governar o Califado Abássida em 942, mas apenas durante um ano, antes de ser destituído pelos seus oficiais. Durante a domínio de Tuzum em Bagdade, o califa Almutaqui esteve refugiado em Moçul.
O emirado de hamadânida de Moçul não sobreviveu à morte do seu líder Abu Taglibe. Em 1002, os hamadânidas são derrotados pelos bizantinos, que conquistam Antioquia e posteriormente também Alepo. Em 1004, são depostos pelo Califado Fatímida.

## Legado
Os dois emirados hamadânidas acolheram e protegeram numerosos poetas e filósofos, como Almotanabi e Abu Firas Hamadani, este último ele próprio um hamadânida. Esta forma de mecenato intelectual contribuiu notavelmente para o prestígio da dinastia.

## Emires hamadânidas
- Hamadã ibne Hamadune (868-874), fundador da dinastia
- Huceine ibne Hamadã (916-918), nascido em 895

| Emires de Jazira (Mesopotâmia Superior, Moçul) - Abedalá ibne Hamadã, governador de Moçul, Jazira e Diarbaquir (905–923) e emir dos mesmos territórios entre 923 e 929. - Nácer Adaulá (929-967 ou 969) - Adude Adaulá Abu Taglibe (969-979 ou 967-980) - Ibraim Huceine (981-991) - Abu Tair Ibraim ibne Haçane (989-997) - Abu Abdilá Huceine ibne Haçane (989-997) |  | Emires de Alepo - Ceife Adaulá (945-967), nascido em 916 - Sade Adaulá (967-991) - Saíde Adaulá (991-1002) - Alboácem Ali (1002–1004) - Abu Almali Xarife (1004) Banu Lulu - Abu Maomé Lulu Alquibir (1004-1009) - Murtada Adaulá Almançor, emir de Alepo (1009-1015) |